# Бандитките
„Бандитките“ (на испански: Las Bandidas) е теленовела, произведена от колумбийската компания R.T.I. Producciones за мексиканската компания Телевиса, снимана в студията на RCTV във Венецуела в периода ноември 2012-март 2013.
Историята е създадена от Луис Колменарес, базиран на оригиналната история Las amazonas от Сесар Мигел Рондон.
В главните роли са Ана Лусия Домингес и Марко Мендес, а в отрицателните – Даниел Луго, Клаудия Ла Гата и Жан Пол Лерьо.

## Сюжет
Фабиола, Корина и Ампаро са Амазонките, дъщери на дон Олегарио Монтоя, собственик на красивото имение Бандитките, намиращо се в мексиканска провинция. Сюжетът се развива около любовните истории на Фабиола, Корина и Ампаро, и старото съперничество между семействата на Родриго Ирасабъл и Олегарио Монтоя. Фабиола е най-възрастната дъщеря на Олегарио, който ѝ е възложил управлението на Бандитките. Фабиола е независима, справедлива и силно привързана към семейството си, особено към баща си, когото дълбоко уважава, но тя не подозира, че в бъдеще той ще влияе на живота и чувствата ѝ. Фабиола се влюбва в Алонсо Касерес, ветеринар на конете на Родриго. Корина е втората дъщеря на Олегарио. Тя се запознава с най-големия враг на баща си – Родриго Ирасабъл. Въпреки разликата в годините им, двамата се влюбват безумно. Ампаро е най-малката дъщеря на Олегарио. Тя се сближава с Рубен, син на Сенаида, бавачката на момичетата, който я спасява от престъпници и това ги сближава.

## Актьори
- Ана Лусия Домингес – Фабиола Монтоя
- Марко Мендес – Алонсо Касерес
- Даниела Баскопе – Корина Монтоя
- Марджори Магри – Ампаро Монтоя
- Даниел Луго – Олегарио Монтоя
- Гилермо Давила – Родриго Ирасабъл
- Каридад Канелон – Сенаида Михарес
- Жан Пол Лерьо – Серхио Наваро
- Клаудия Ла Гата – Малена Арагонес де Монтоя
- Клаудия Моралес – Марисол Касерес
- Мария Кристина Лосада – Рикарда Ирасабъл
- Габриел Париси – Рейналдо Кастийо
- Кристиан Макгафни – Рубен Михарес
- Карлос Крус – Матакан
- Крисбел Енрикес – Нели Сантана
- Ектор Пеня – Висенте Риверо
- Сабрина Салвадор – Динора
- Хиоя Арисменди – Марта Морено
- Милена Сантандер Леон – Фермина
- Хосе Виейра – Отец Хобито / Атилио Ривера
- Нани Товар – Федерика
- Лауреано Оливарес – Ремихио
- Мигел де Леон – Гаспар Инфанте
- Гонсало Куберо – Панчо
- Сандра Диас – Бетсабе
- Роберто Месути – Тулио Ирасабъл
- Сесар Бенсид – Орасио
- Еилин Абад – Мириам

## Премиера
Премиерата на Бандитките е на 3 април 2013 г. едновременно по мексиканския канал Canal de las Estrellas и венецуелския Televen. Последният 120. епизод е излъчен на 3 септември 2013 г.

## Адаптации
- Las amazonas, продуцирана от Venevisión през 1985 г., създадена от Сесар Мигел Рондон, с участието на Илда Кареро, Едуардо Серано, Корина Асопардо и Алба Роверси.[5]
- Quirpa de tres mujeres, продуцирана от Venevisión през 1996 г., с участието на Федра Лопес, Данило Сантос, Габриела Спаник и Моника Рубио.
- Любимо мое момиче, продуцирана от Телевиса през 2003 г., с участието на Кариме Лосано, Серхио Гойри, Лудвика Палета и Майрин Вилянуева.
- Амазонките (2016) е мексиканска теленовела, продуцирана от Салвадор Мехия Алехандре за Телевиса, с участието на Дана Гарсия, Андрес Паласиос, Гретел Валдес и Марилус Бермудес.[6][7]